# Snooky Pryor
Pour les articles homonymes, voir Pryor.

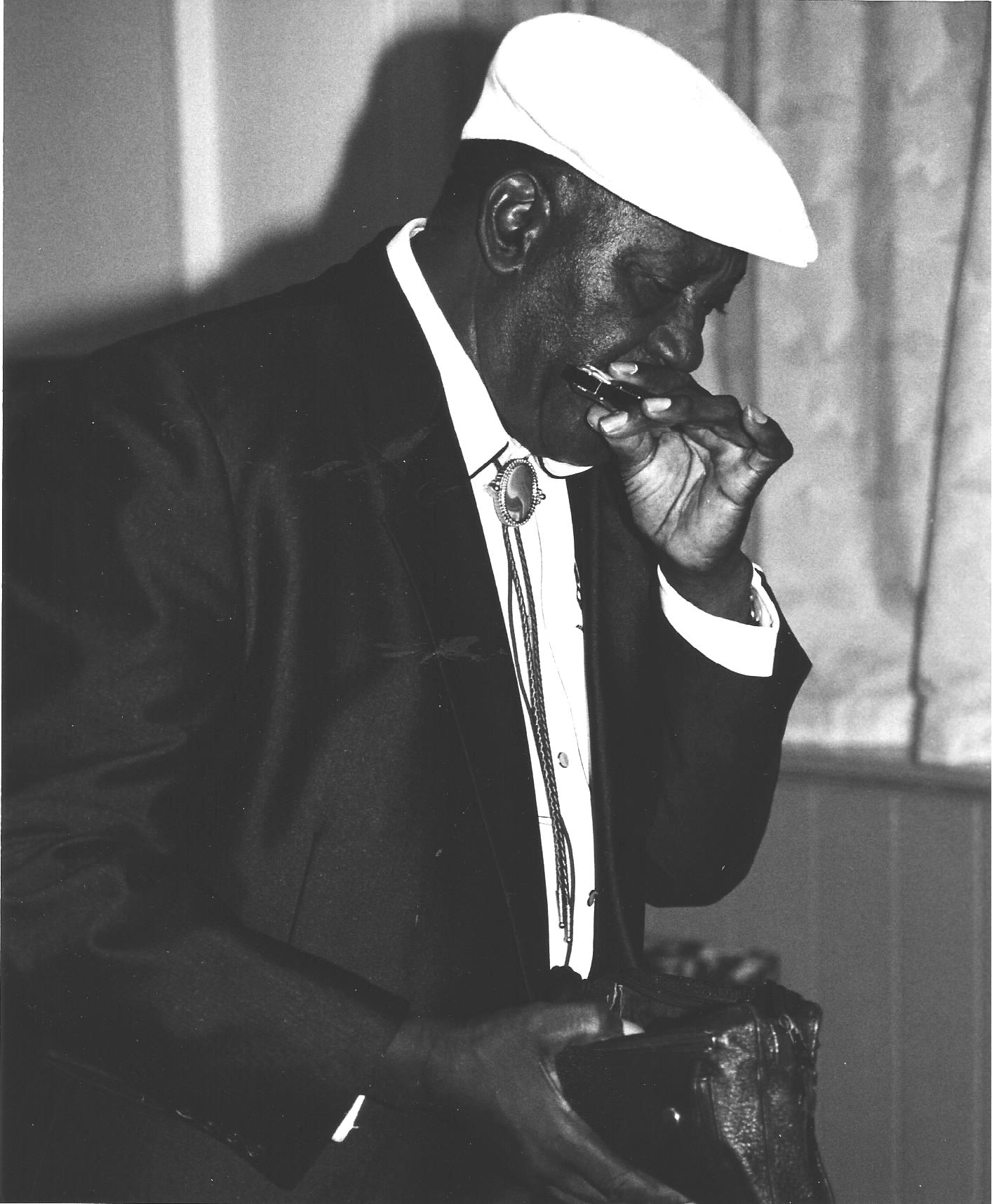
Snooky Pryor en 1993

Snooky Pryor (né le 15 septembre 1921 à Lambert dans le Mississippi et mort le 19 octobre 2006), de son vrai nom James Edward Pryor, était un harmoniciste américain spécialisé dans le blues.

## Biographie
Après avoir servi dans différentes iles du Pacifique durant la 2e Guerre Mondiale, il se rend à New-York, où il fait des sessions pour de nombreux labels (Planet, Ora Nelle, Opera, JOB...) et très tôt influencé par Sonny Boy Williamson, Snooky Prior enregistre certains des morceaux les plus populaires du Chicago blues en 1948, (dont Telephone Blues et Snooky & Moody's Boogie avec le guitariste Moody Jones). Il tombe dans l'oubli à la fin des années 1960, mais recommence une carrière en 1987 et enregistre périodiquement jusqu'à son décès à l'âge de 85 ans.

## Discographie

### Albums solos
- 2002 : Snooky Prior & his Mississippi Wrecking Crew (Electro-fi Records) avec Pinetop Perkins, Jeff Healey
- 2003 : Mojo Ramble (Electro.Fi Records) live avec Mel Brown
- 2003 : Homesick James & Snooky Prior : the Big Bear sessions (Sanctuary Records)

### Participations
- 2001 : Superharps 2, Telarc,  avec Carey Bell, Raful Neal